# 周敏 (外交官)
周敏，中华人民共和国政治人物、外交官。
1964年，担任外交部礼宾司副司长。1979年，接替谢邦治担任中华人民共和国驻布基纳法索大使。1984年，由冯志山接任。